# Tempus (poesia)
Tempus è una composizione poetica in sardo e in italiano scritta da Giulio Angioni e pubblicata nel 2008 dalle edizioni Cuec.
Tempus è un poemetto postmoderno che dà voce, in versi sardi (e italiani a fronte), a un vecchio di Fraus che torna indietro nel tempo coi suoi ricordi, situandoli nella sua vita ma anche nella storia locale e mondiale del Novecento. A Tempus fa riscontro, per stile e struttura metrica e per contenuto, il successivo libro di Angioni Oremari (Il Maestrale 2013), che dà voce a un pastore che guarda dai suoi monti mare e coste turistiche e dice la sua sulle cose del mondo che muta.
Nel 2012 è stata pubblicata un'edizione in audiolibro, con lettura dell'autore: Giulio Angioni legge Tempus (Cuec)

## Edizioni
- Tempus, Cuec 2008, ISBN 978-88-8467-490-6
- Giulio Angioni legge Tempus, ebook, CUEC 2012, ISBN 978-88-8467-766-2